# Mačkov
Mačkov är en ort i Tjeckien.   Den ligger i regionen Södra Böhmen, i den centrala delen av landet, 90 km sydväst om huvudstaden Prag. Mačkov ligger 451 meter över havet och antalet invånare är 284.
Terrängen runt Mačkov är huvudsakligen platt. Mačkov ligger nere i en dal. Runt Mačkov är det ganska glesbefolkat, med 40 invånare per kvadratkilometer. Närmaste större samhälle är Strakonice, 15,9 km söder om Mačkov. Trakten runt Mačkov består till största delen av jordbruksmark.